# Тегешевское сельское поселение
Теге́шевское се́льское посе́ление (чув. Тикаш ял тӑрӑхӗ) — муниципальное образование в составе Урмарского района Чувашской Республики.
Административный центр — деревня Тегешево.

## Населённые пункты
В состав поселения входят деревни Тегешево, Козыльяры, Новое Муратово.